# هيل هيرنانديز
هيل هيرنانديز (بالإسبانية: Hil Hernández)‏(مواليد 1 ديسمبر,1984 في كاسترو، شيلي) هي صحفية شيلية وناشطة بيئية وملكة جمال شيلي وملكة جمال الأرض في عام 2006 هي أول شيليه تفوز بهذا اللقب الدولي.

## حياتها
ابنة رينيه هيرنانديز ويوركي إسكوبار، وهي الأصغر من بين ثلاثة أشقاء. هيل هيرنانديز صحفية، بالإضافة إلى كونها عارضة أزياء.
في عام 2004 شاركت في مسابقة ملكة جمال العالم Miss Model of the World، مما أدى إلى تأهلها إلى نصف النهائي، وفي مسابقة Reina Sudamericana، شاركت في مسابقة ملكة جمال العالم في تشيلي 2003، حيث وصلت إلى النهائيات ، وفي مسابقة ملكة جمال الأرض تشيلي 2004 لاحقًا ، فازت بلقب ملكة جمال الأرض ، وهي واحدة من أهم أربع مسابقات جمال دولية، والتي تتمثل المهمة في تعزيز الأسباب البيئية والحفاظ على الأرض.